# Tweener (Basketball)
Tweener (von engl. between, „zwischen“) ist eine inoffizielle Bezeichnung für Spieler im Basketball. Wie bei den Combo Guards und den Swingmen kann man sie keiner genauen Position zuordnen.
Solche Spieler können mehrere Positionen spielen, was sie vielseitig einsetzbar macht, ihnen fehlen aber möglicherweise alle physischen Eigenschaften oder Fähigkeiten, um ausschließlich eine einzige Position zu spielen. Zum Beispiel könnte ein Spieler zu klein sein, um Power Forward zu spielen, aber gleichzeitig könnte ihm auch die Schnelligkeit oder die Fähigkeiten im Umgang mit dem Ball fehlen, um Small Forward zu spielen.
In Bezug auf die Körpergröße lassen sich zwei Arten von Tweener-Spielern unterscheiden.
Im ersten Fall können sie die Körpergröße einer „größeren“ Position (SG, SF, PF, C) haben. Zum Beispiel also ein Small Forward mit der Größe eines Power Forwards (nach NBA Maßstab ab etwa 205 cm), wobei für SFs und PFs manchmal auch der Begriff Combo Forward verwendet wird.
Beispiele dafür sind:
- Forwards: Fragiskos Alvertis, Michael Beasley, Tobias Harris,[5] Rashard Lewis, Lamar Odom, Donté Greene, Toni Kukoč
- Guards: Shaun Livingston, Rodney Stuckey, Theodoros Papaloukas, Zoran Planinić, Magic Johnson,[6] Giannis Antetokounmpo

Im zweiten Fall sind es z. B. Shooting Guards mit der Größe von Point Guards (in der Regel unter 191 cm) oder ein Power Forward mit der Größe eines kleinen Small Forwards (ca. 198 cm), also Spieler die zu klein für ihre jeweilige Position sind.
Beispiele dafür sind:
- Forwards: Charles Barkley, Jason Maxiell, Chuck Hayes, DeJuan Blair, Draymond Green, Jae Crowder,[7] Kenneth Faried
- Guards: Jason Terry, Fred Jones, Eddie House, Allen Iverson,[8] Avery Bradley, Monta Ellis